# Gamla staden
Gamla staden (vertaling 'de oude stad') is een deelgebied (Delområde) in het stadsdeel Centrum van de Zweedse stad Malmö. Het gebied is opgedeeld in twee delen. Het westen, het best bewaarde gedeelte. Het oosten, dat grotendeels is opgeruimd in de jaren zestig van de twintigste eeuw. De gebouwen zijn voornamelijk gesloten bouwblokken met een willekeurig aantal verdiepingen en van verschillende leeftijden. Een groot deel bestaat uit kantoren, restaurants en winkels. De woningen bestaan voornamelijk uit particuliere appartementencomplexen.

## Winkelcentra
- Hansacompagniet
- Caroli City

## Oude gebouwen
In de oude stad zijn er vele historische gebouwen, zoals:

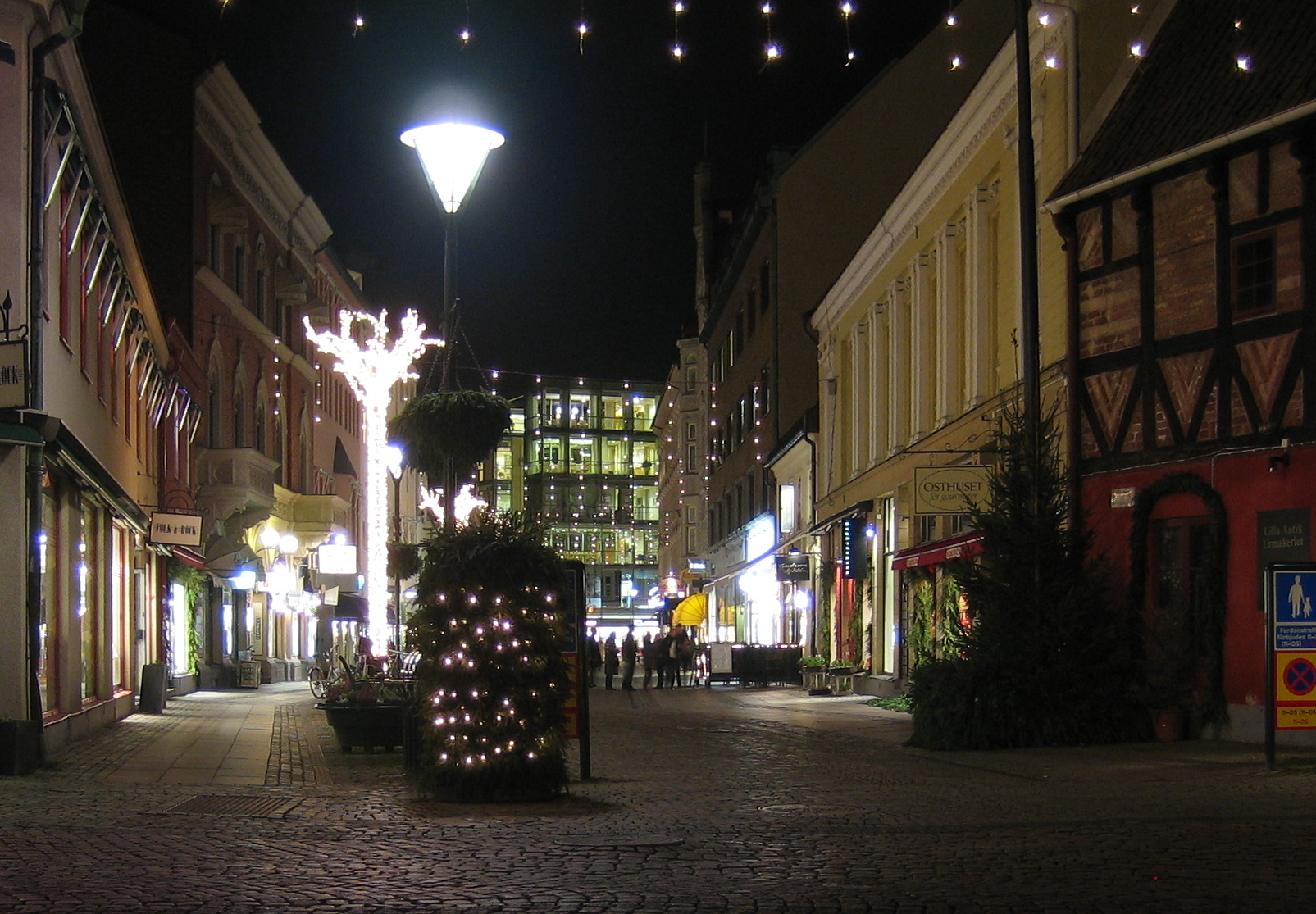
Skomakaregatan
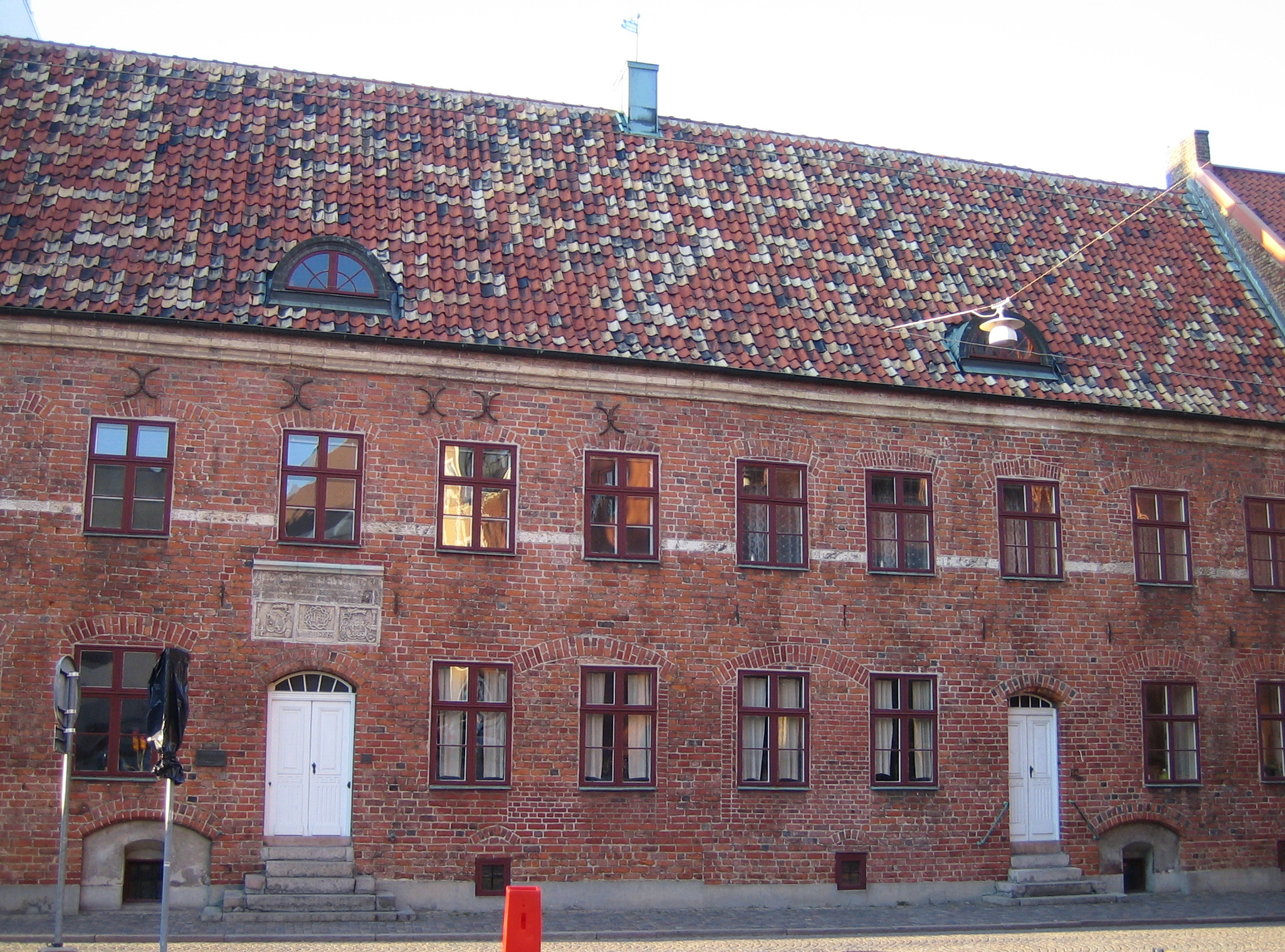
Rosenvingeska huset
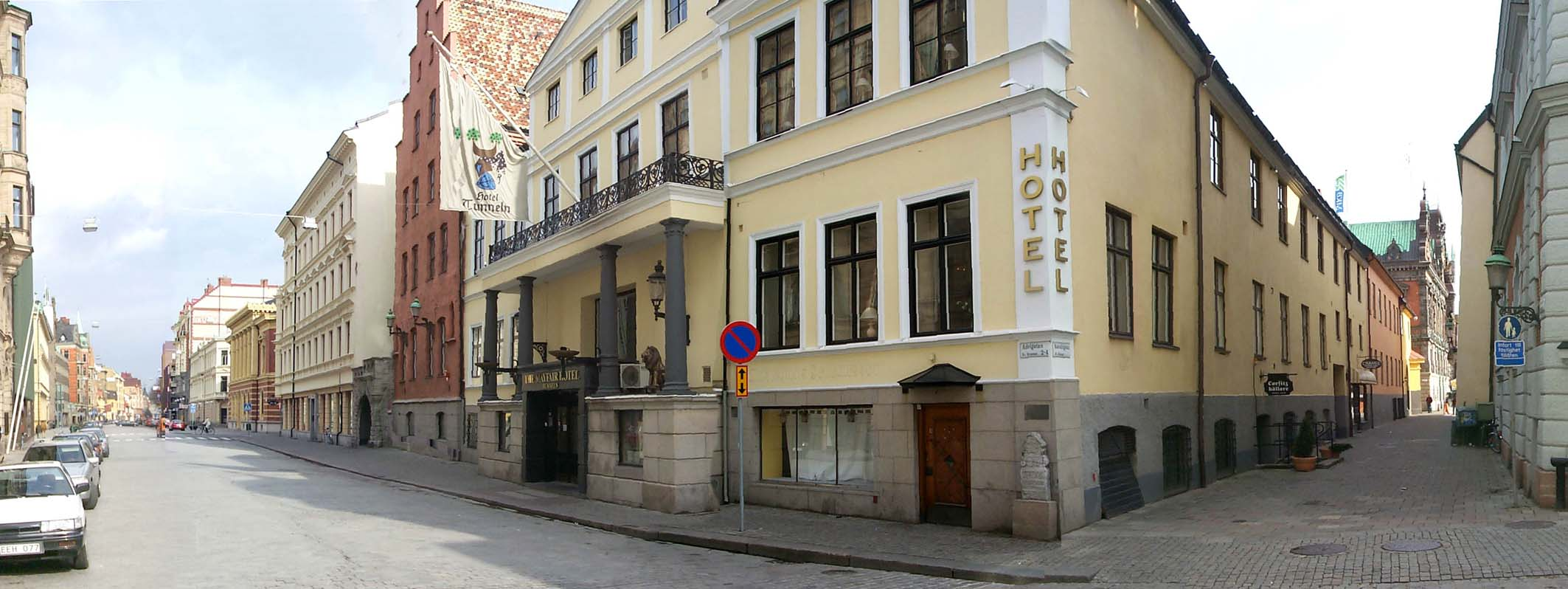
Tunneln
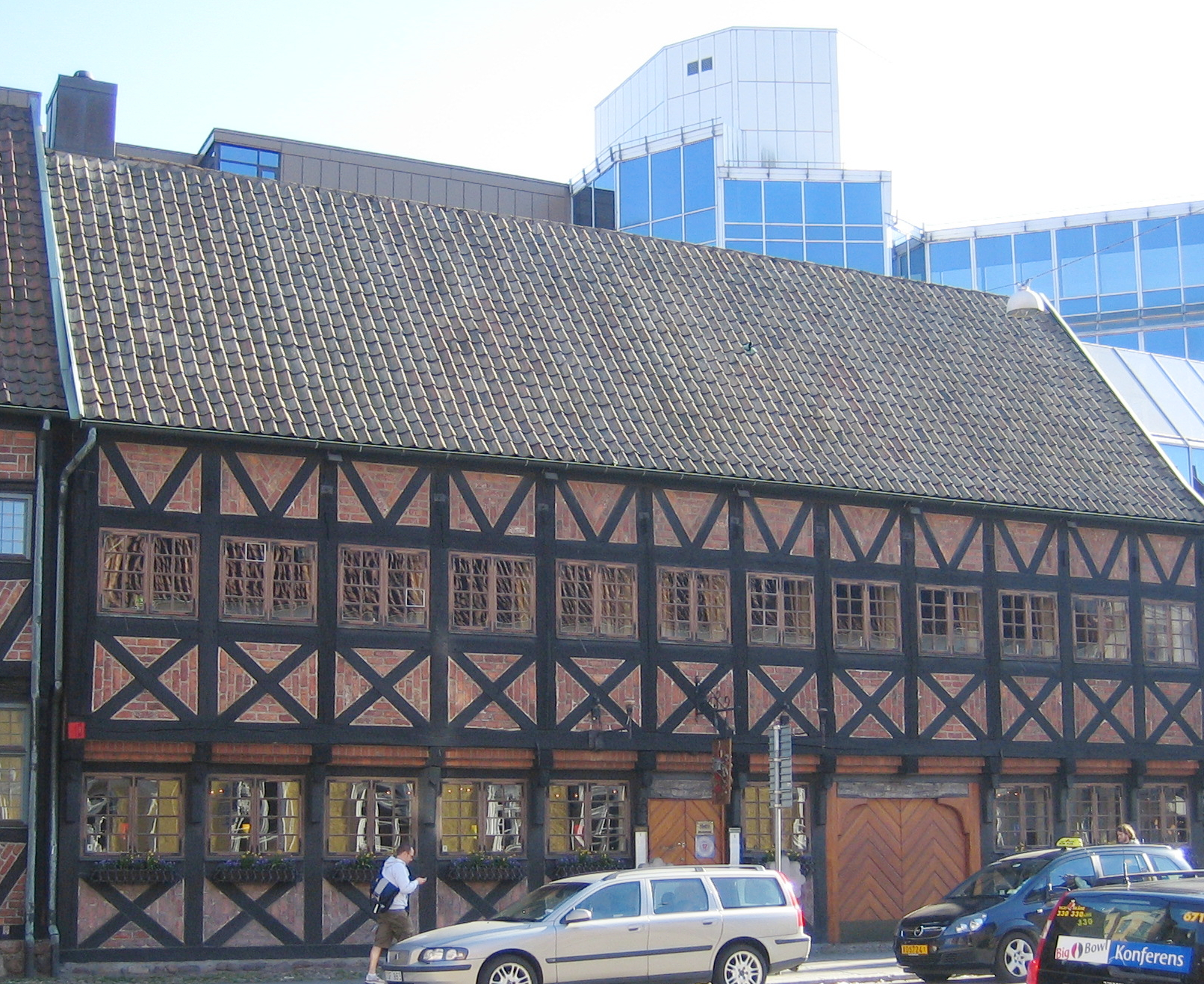
Thottska huset
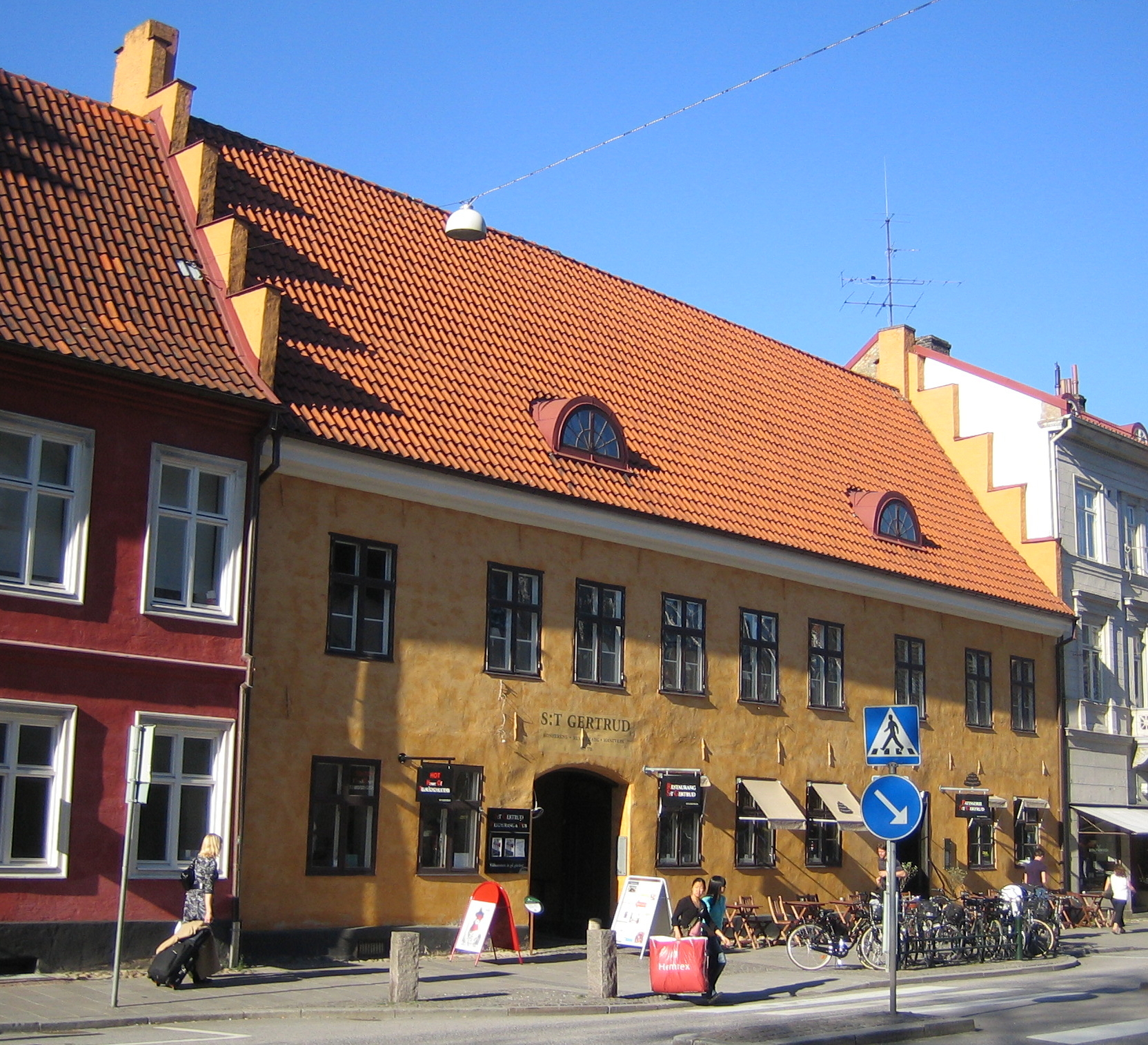
Niels Kuntzes hus
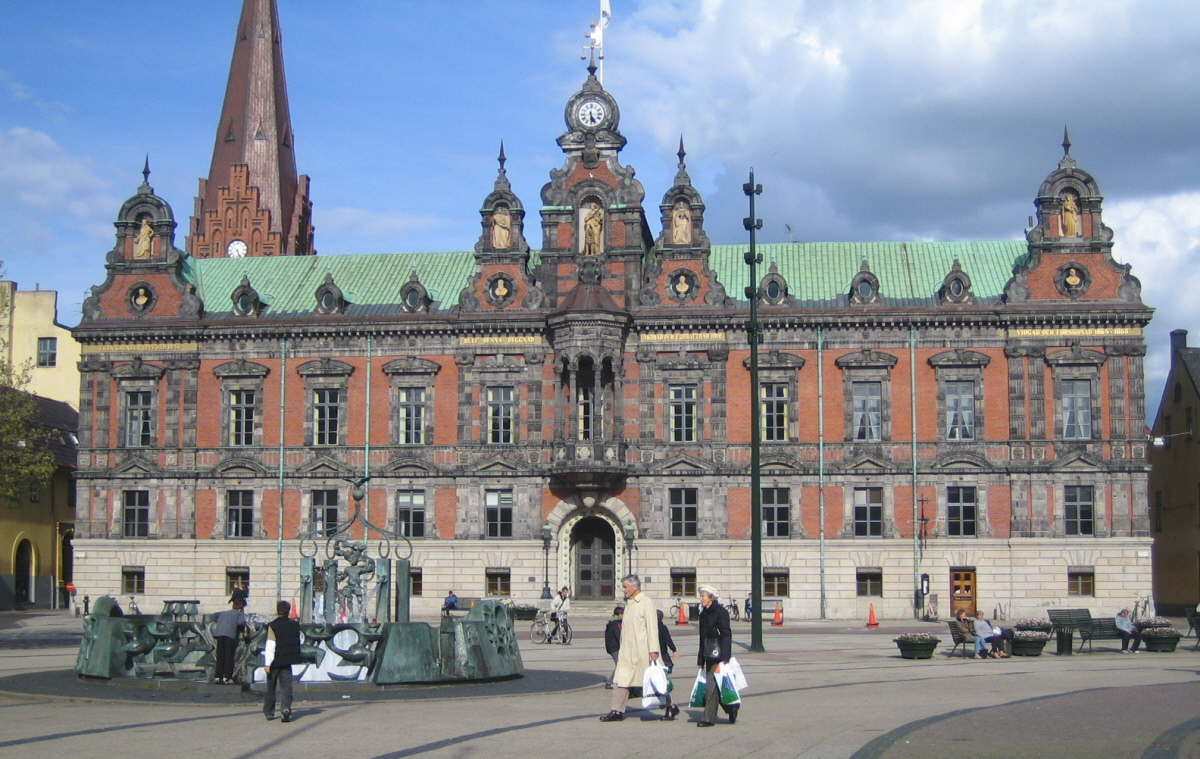
Stadhuis van Malmö
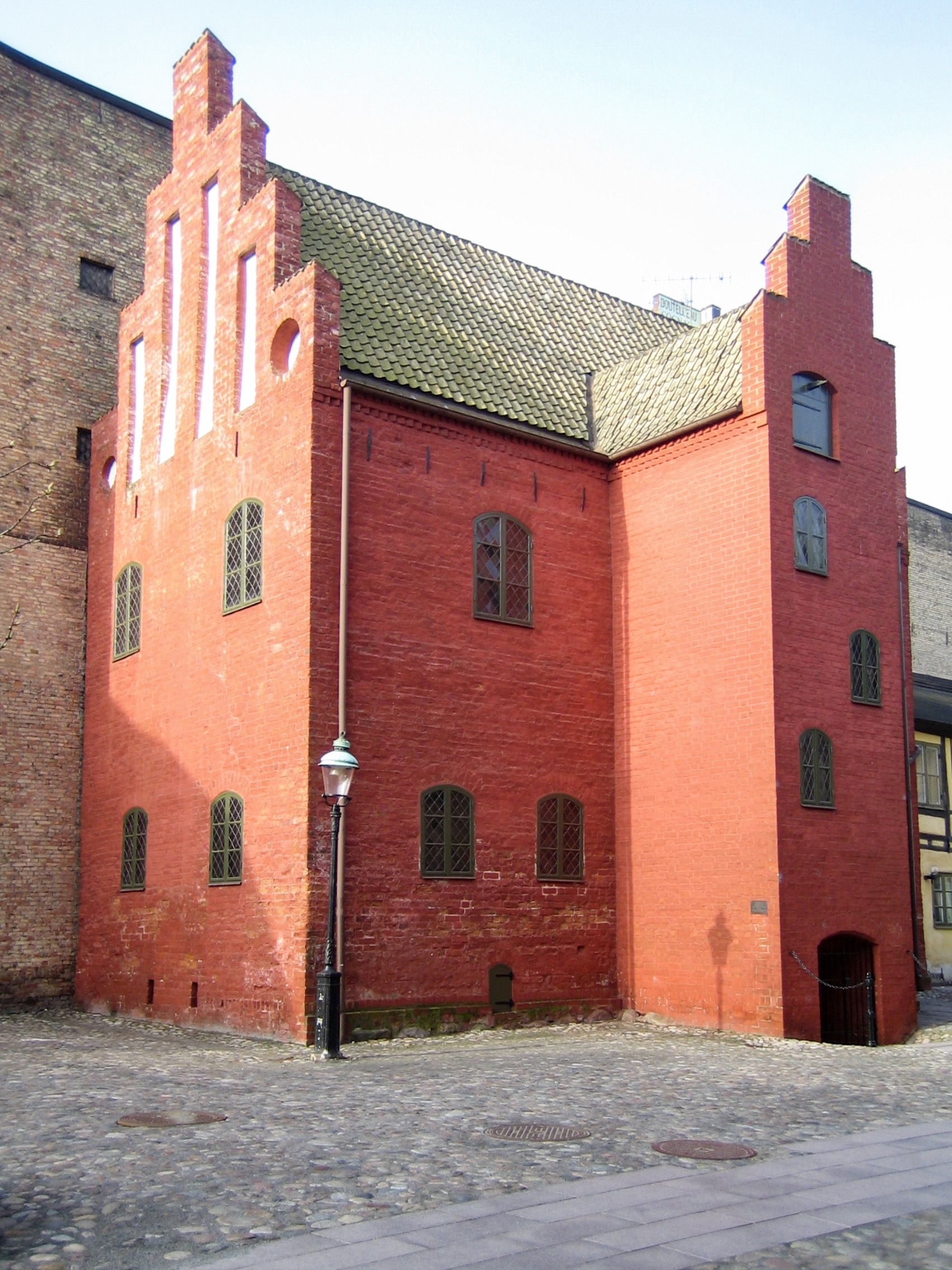
Kompanihuset

## Pleinen
Gamla staden heeft vier pleinen:

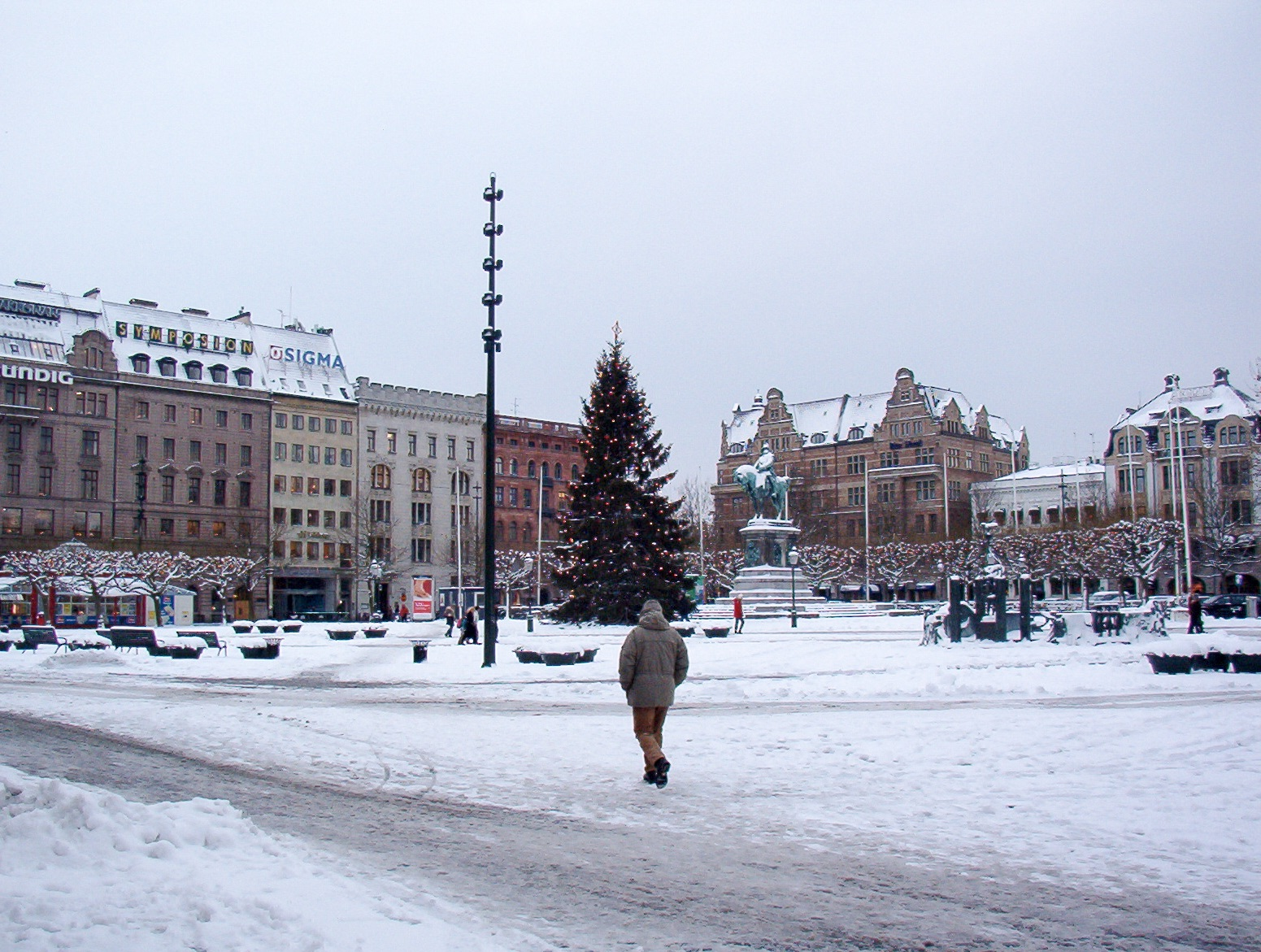
Stortorget
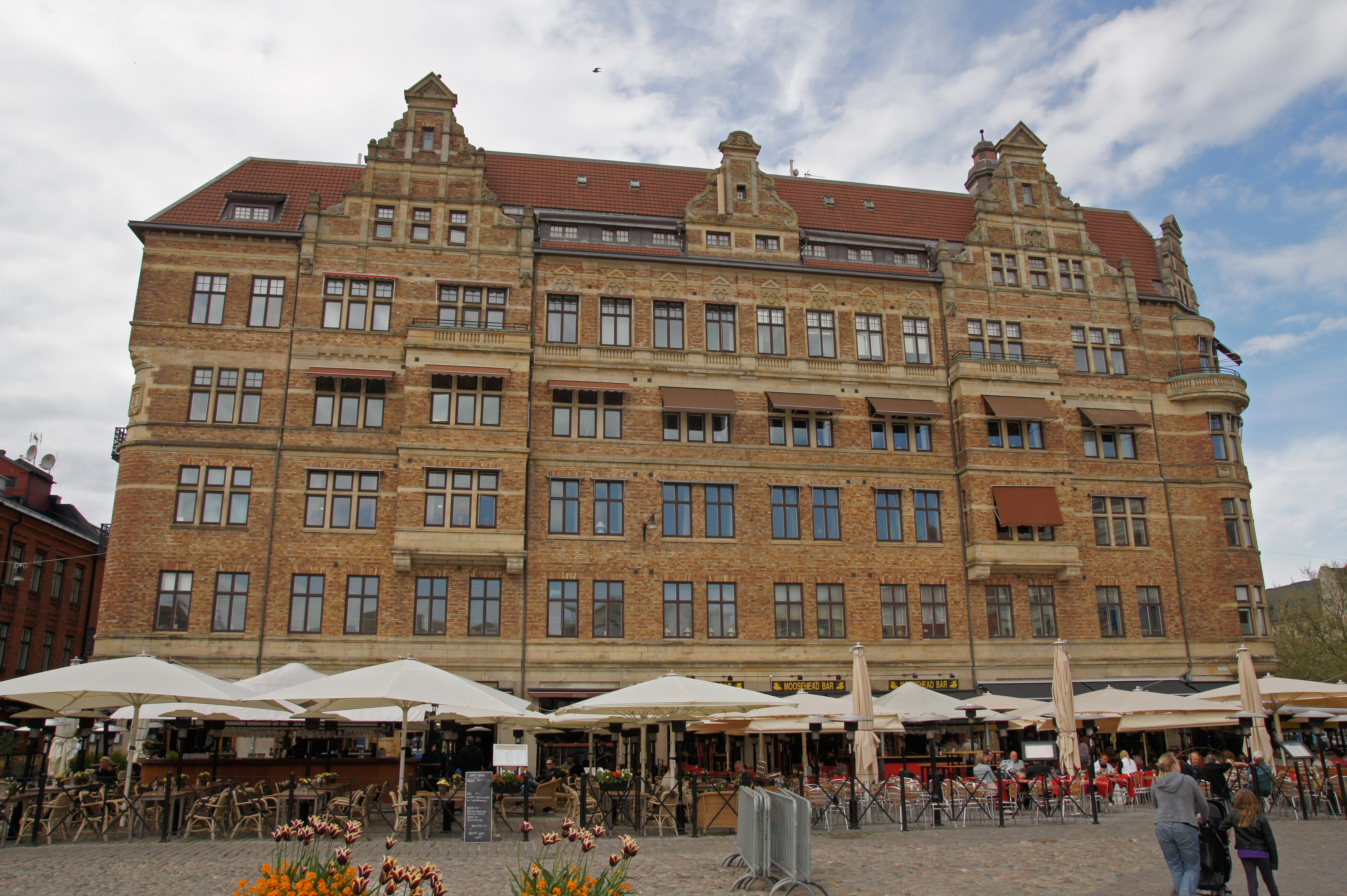
Lilla torg
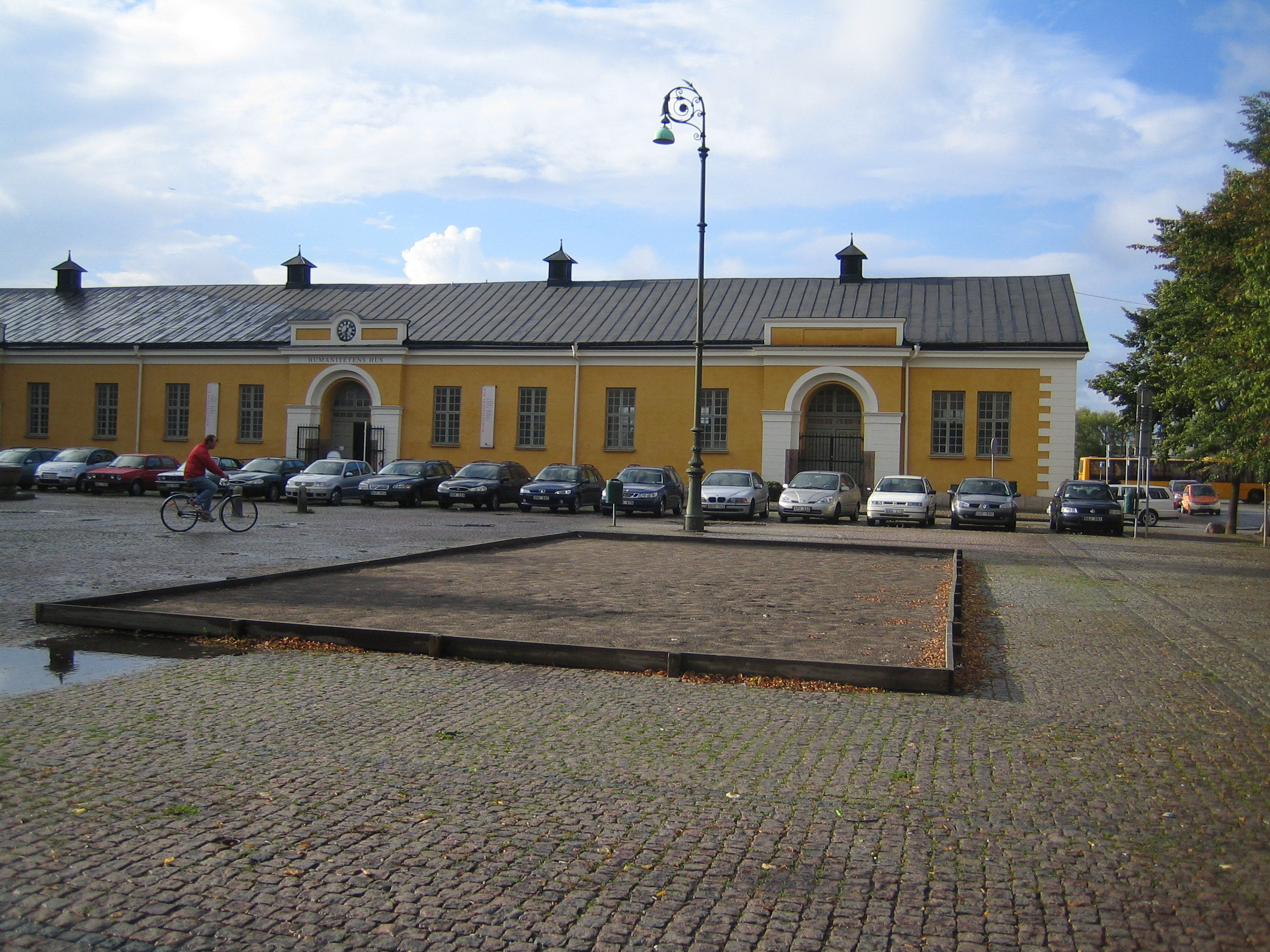
Drottningtorget
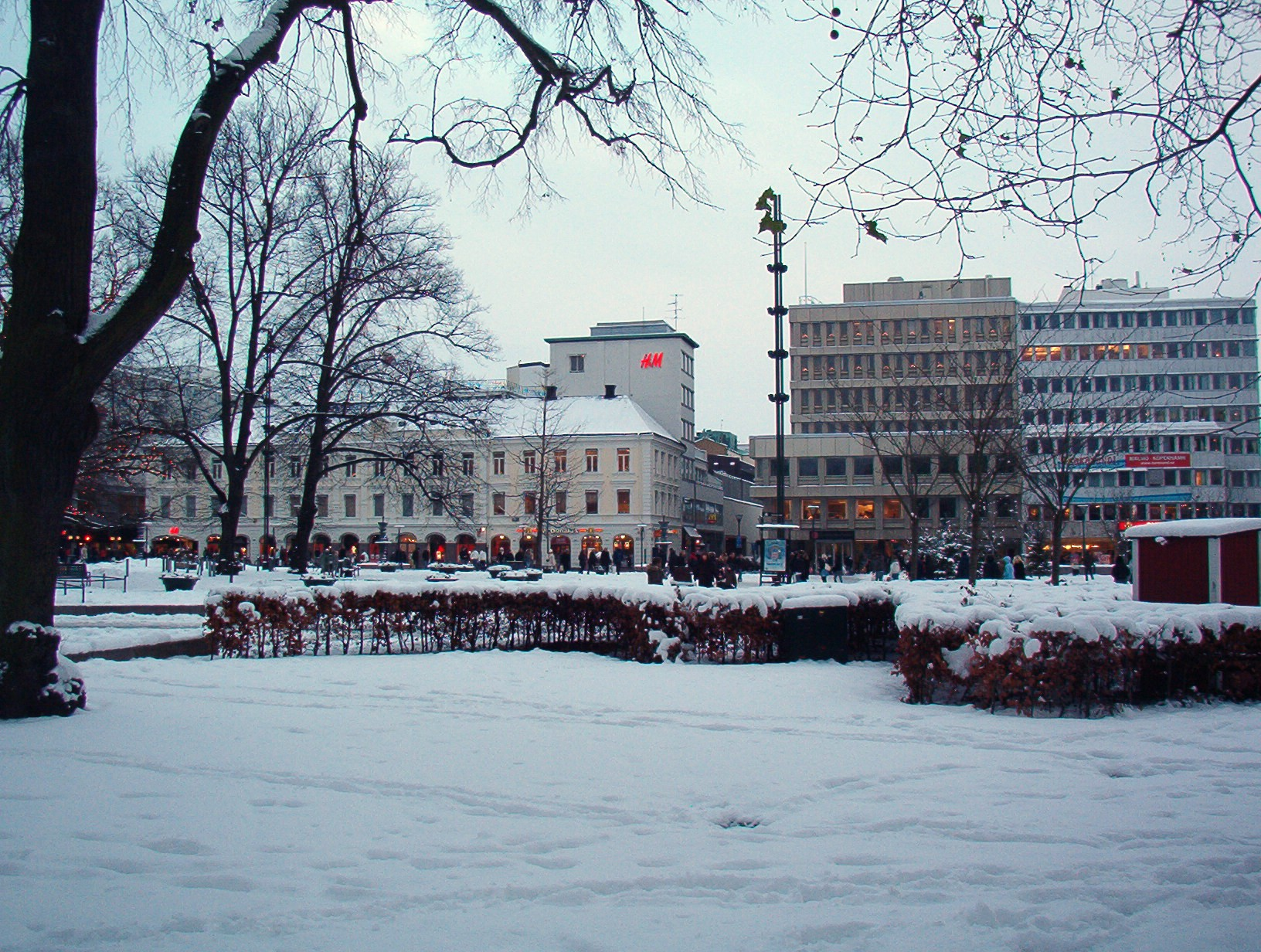
Gustav Adolfs Torg

## Kerken

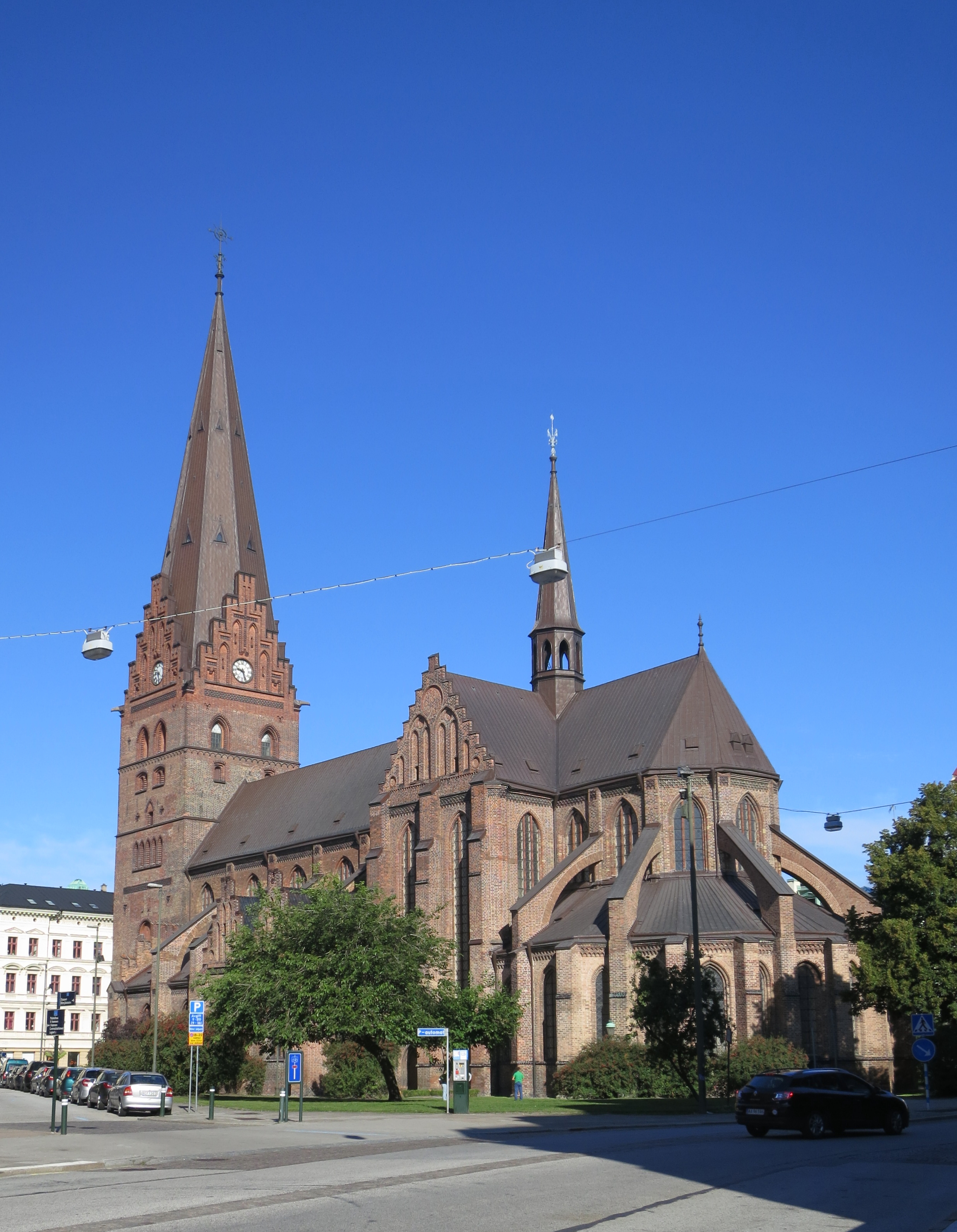
Sankt Petri kyrka
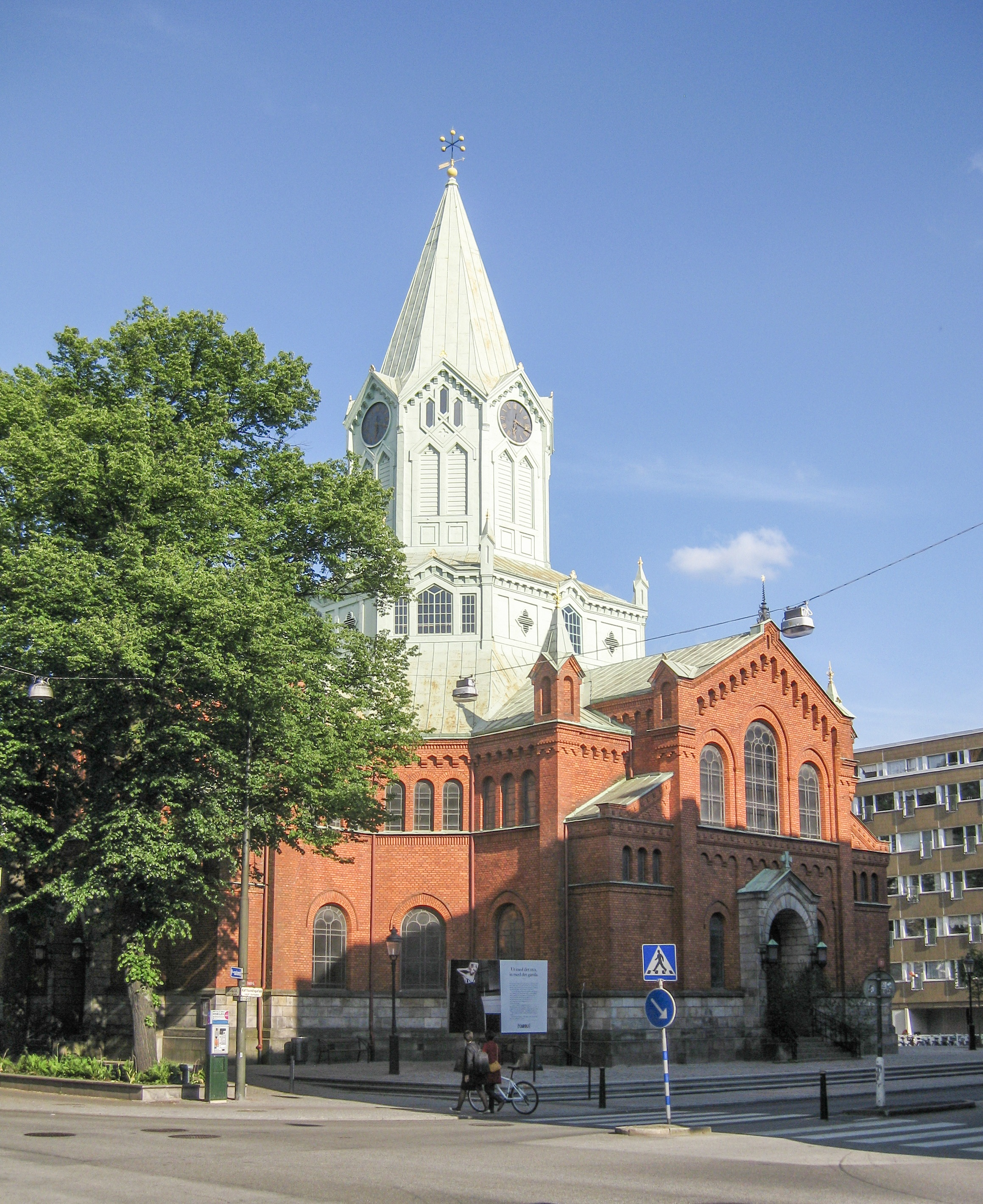
Caroli kyrka

## Onderwijs
Er zijn ook twee scholen:
- Västra skolan
- Österportsskolan